# Graindorge-Cornet
Graindorge-Cornet is een Belgisch historisch merk van motorfietsen.
Martin Graindorge was fietsenfabrikant in Engis. 
In 1899 bouwde hij een ¾pk-Centaure-motor in een versterkt fietsframe. Waarschijnlijk bleef dit product tot 1910 bestaan, maar werden er niet veel exemplaren van geproduceerd.